# ホルニー・ドヴォルジシチェ駅

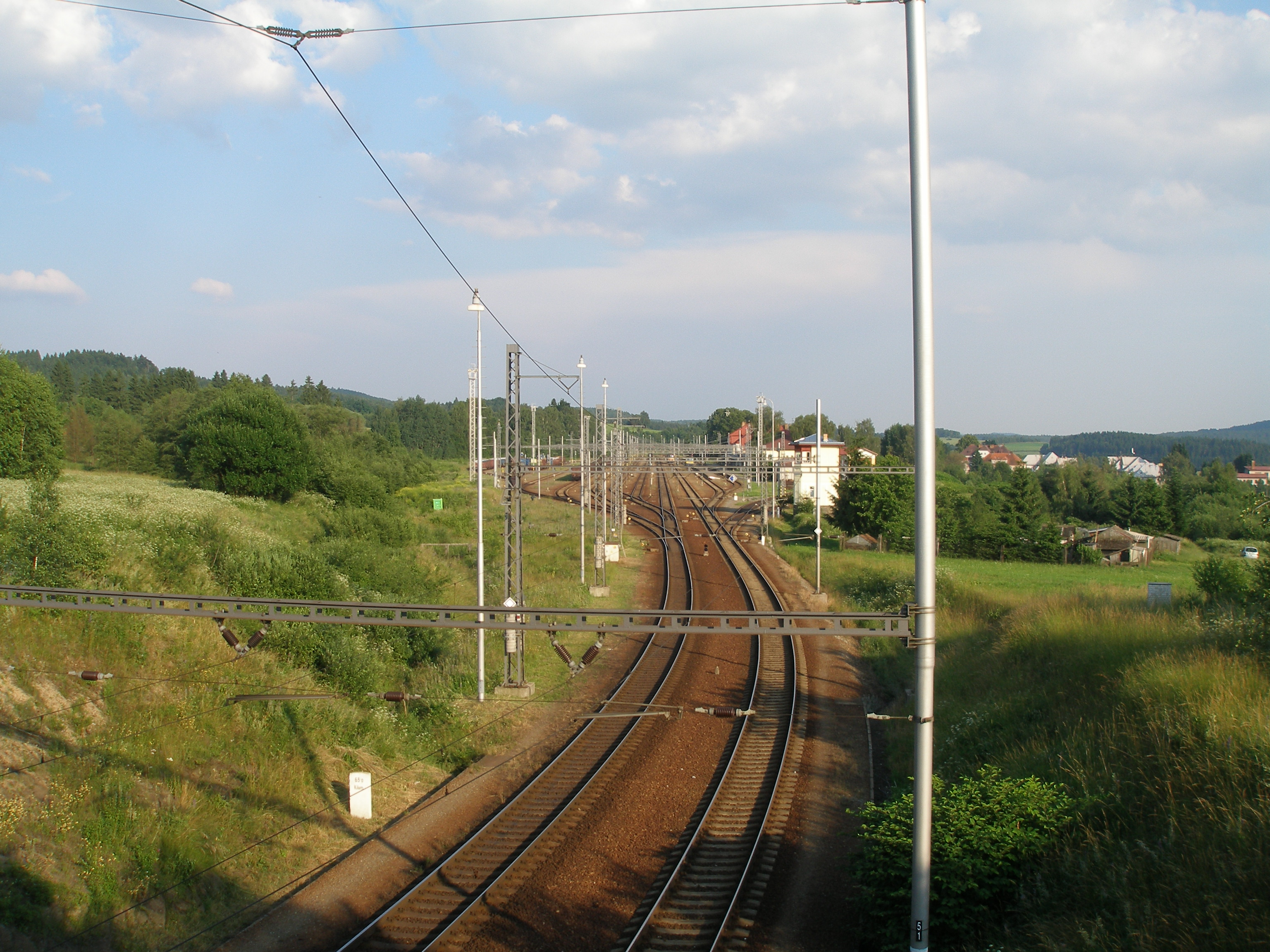
ホルニー・ドヴォルジシチェ駅（2010年7月）

ホルニー・ドヴォルジシチェ駅（ホルニー・ドヴォルジシチェえき）は、チェコ共和国南ボヘミア州チェスキー・クルムロフ郡ホルニー・ドヴォルジシチェ（Horní Dvořiště）にある、チェコ国鉄196号線の駅である。

## 駅構造

### ホーム
2面2線の地上駅。駅舎側に片側ホーム1面、島式ホーム1面の合計2面からなる。他に、側線を数本持つ。
| 路線    | 方向   | 行先                   | 備考       |
| ------- | ------ | ---------------------- | ---------- |
| 141号線 | 南方向 | リンツ、チューリヒ方面 | 快速、普通 |
| 196号線 | 北方向 | プラハ方面             | 快速、普通 |

### ダイヤ[1][2]
- 快速「イジニー・エクスプレス」が4時間間隔、一日4往復運行している。うち3往復がプラハ - リンツの運行で、夜行列車連結の1往復のみがチューリヒまで直通する。チェコ国内は特急（エクスプレス）の扱いであるが、ブヂェヨヴィツェ以南は停車駅が多く、快速級の停車駅間隔である。
- 普通列車も、ブヂェヨヴィツェ - リンツ間の列車が、4時間間隔で一日4往復運行している。リンツ行には「ヴルタヴァ・ドゥナイ」、ブヂェヨヴィツェ行には「ドナウ・モルダウ」の愛称がつけられている。これらの他に区間運転もあり、リンツ発と区間運転を合わせて、ブヂェヨヴィツェ行は一日6本運行している。

## 隣の駅
チェコ国鉄
270号線
快速、普通
ズンメラウ駅 - ホルニー・ドヴォルジシチェ駅 - リブニーク駅

## その他
チェコ最南端の駅で、オーストリアとの国境駅となっている。